# Yuriko Yoshitaka
Yuriko Yoshitaka (吉高 由里子, Yoshitaka Yuriko), née le 22 juillet 1988 à Tokyo (Japon), est une actrice japonaise.

## Filmographie partielle

### Cinéma
- 2006 : Noriko's Dinner Table (紀子の食卓, Noriko no shokutaku?) de Sion Sono
- 2008 : Cyborg Girl (僕の彼女はサイボーグ, Boku no Kanojo wa Saibōgu?) de Kwak Jae-yong
- 2008 : Serpents et Piercings (蛇にピアス, Hebi ni Piasu?) de Yukio Ninagawa
- 2011 : Gantz au commencement (ガンツ, Gantsu?) de Shinsuke Satō

### Télévision
- 2013 : Galileo (ガリレオ?) : Misa Kishitani